# Ústa

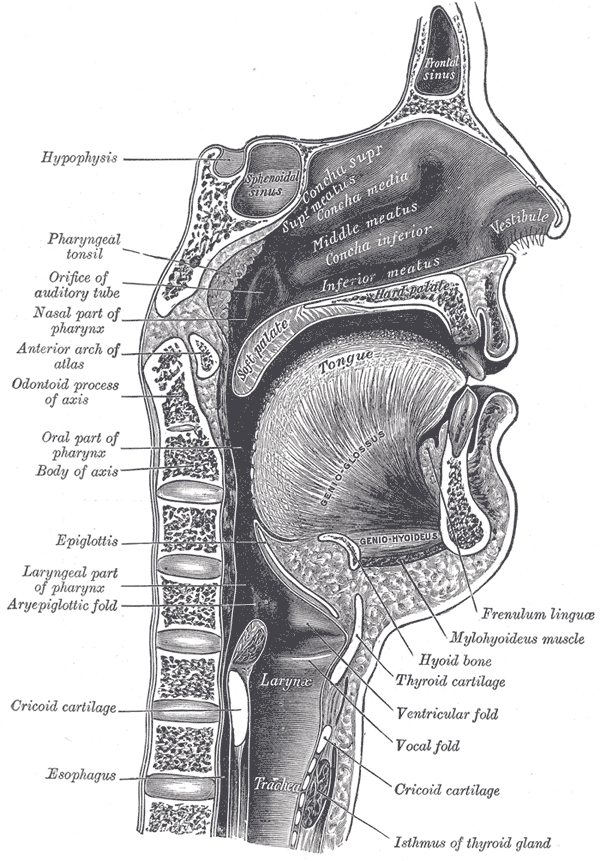
Anglický popis úst a ústní dutiny

Ústa (latinsky os) tvoří počátek trávicí soustavy většiny živočichů. Ústy je přijímána potrava, v dutině ústní pak porcována a mechanicky zpracovávána. Zároveň v ní dochází k promíšení potravy se slinami a trávicími enzymy, které jsou ve slinách obsaženy. Zvířecí ústní dutina obratlovců je nazývána tlama, huba, příp. morda.
Ústa jsou u člověka součástí obličeje spolu s okem, uchem a nosem. Dutina ústní (latinsky cavum oris) se člení na štěrbinovitou předsíň (latinsky vestibulum oris) a vlastní dutinu ústní (latinsky cavum oris proprium), v níž jsou hlavními strukturami obličejová část skeletu (čelistní kosti), svalový orgán jazyk s dalšími svaly a slinné žlázy. Zuby s dásňovými výběžky tvoří předěl mezi předsíní a vlastní dutinou.
Dutina ústní (cavum oris) se otevírá ústní štěrbinou, která je ohraničena pysky (rty). Dutina ústní je laterálně ohraničena tvářemi, proti dutině nosní je vymezena tvrdým a měkkým patrem. Vzadu přechází do hltanu. Sliznice tváří je u člověka hladká, zatímco u přežvýkavců tvoří kuželovité mechanické papily. Uprostřed na sliznici tvrdého patra je patrový šev a série nízkých valů (rugae), které brání vypadávání sousta z ústní dutiny. U některých živočichů na patře za řezáky ústí řezákový průchod spojený s Jacobsonovým orgánem. Na boční stěně jsou krční mandle.
Potrava požívaná člověkem se žvýkáním a kousáním mísí se slinami, které obsahují enzym ptyalin (amyláza). Ptyalin rozkládá škroby na dextriny, za určitých podmínek až na maltosu.

## Části úst
- Jazyk –⁠ největší orgán v dutině ústní. Je velice pohyblivý a spolupracuje při polykání potravy a tvorbě řeči. Zejména na něm jsou soustředěny chuťové receptory.
- Chrup –⁠ skládá se ze 32 zubů stálého chrupu a 20 zubů dočasného chrupu. Zuby dočasného chrupu se prořezávají přibližně od 6. do 24. měsíce věku dítěte a setrvávají přibližně do 6. roku –⁠ je to však individuální. Jejich sklovina je nejtvrdší strukturou lidského těla. Chrup slouží k porcování a rozmělňování potravy a mluvení. Korunka je vyčnívající část zubu, která se zužuje do krčku, který je v dásni, a dále do kořene, který je v zubním lůžku. Na hrotu kořene je zub zakončen otvorem, z kterého vedou cévy a nervy.

Základní součástí zubu je zubovina, která je na korunce potažena sklovinou a na kořeni potažena tmelem a ozubicí.
Druhy zubů: řezáky, špičáky, třenové zuby a stoličky.
- Vyústění slinných žláz –⁠ exokrinní žlázy, jejichž výměšky obsahují trávicí enzymy.